# Victor Zilberman (Ringer)
Victor Zilberman (* 28. März 1947 in Chișinău, Moldauische Sozialistische Sowjetrepublik) ist ein ehemaliger kanadischer Ringer, der allerdings auch für die Sowjetunion und Israel startete.
Seine internationale Laufbahn begann 1973, als er bei den Europameisterschaften in Lausanne hinter Adolf Seger Zweiter wurde. Dabei ging er für die Sowjetunion an den Start. Ein Jahr später startete er bei den Weltmeisterschaften für Israel. Er wurde Dritter. 1977 ging er dann erstmals für Kanada an den Start. Beim World Cup in Toledo wurde er hinter Stanley Dziedzic aus den Vereinigten Staaten Zweiter.
1978 beendete er seine internationale Karriere bei den Commonwealth Games in Edmonton.

## Erfolge
- 1973, 2. Platz, EM in Lausanne, FS, Wg, hinter Adolf Seger, BRD und vor Frank Birke, DDR

- 1974, 3. Platz, WM in Istanbul, FS, Wg, hinter Ruslan Aschuraliew, UdSSR und Jantscho Pawlow, Bulgarien und vor Adolf Seger und Stanley Dziedzic, USA

- 1977, 2. Platz, World Cup in Toledo (Ohio), FS, Wg, hinter Stanley Dziedzic

- 1978, 2. Platz, Commonwealth Games in Edmonton, FS, Wg, hinter Rajinder Singh, Indien